# JILA

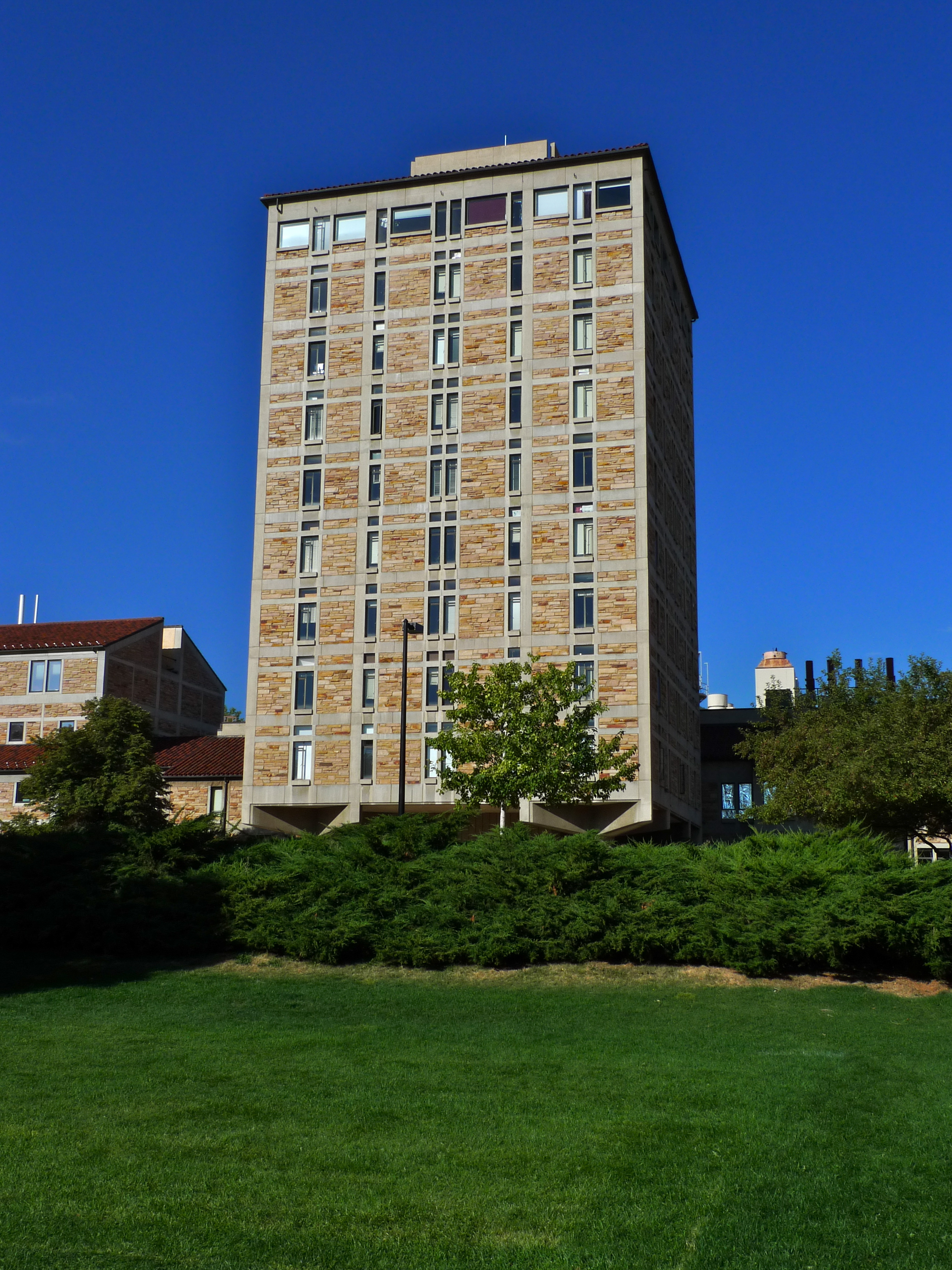
JILA, 2010

Das JILA, gegründet als Joint Institute for Laboratory Astrophysics, ist ein physikalisches Forschungsinstitut der University of Colorado in Boulder, auf deren Campus es liegt, und des National Institute of Standards and Technology (NIST).
Am JILA werden Atomphysik, Molekülphysik, Laserphysik, Astrophysik, Optik, Nanowissenschaften, Biophysik, chemische Physik und Hochpräzisionsmessungen betrieben. Zu den Physikern am JILA zählen die Nobelpreisträger John Lewis Hall und Eric Cornell und die Physiker Deborah Jin, Margaret Murnane, Henry Kapteyn und Peter Zoller.